# Stictoptera subferrifera
Stictoptera subferrifera là một loài bướm đêm trong họ Noctuidae.